# Yūsaku Maezawa
Yūsaku Maezawa (jap. 前澤 友作 Maezawa Yūsaku; ur. 22 listopada 1975 w Kamagaya, w prefekturze Chiba) – japoński przedsiębiorca i kolekcjoner sztuki, miliarder.

## Życiorys
Urodzony 22 listopada 1975 r. w prefekturze Chiba. W 1991 r. wraz z kolegami z klasy szkolnej założył indie rockowy zespół Switch Style, w którym był perkusistą. Dwa lata później zespół wydał swoje pierwsze EP. W tym okresie Maezawa zaczął kolekcjonować albumy muzyczne, co w 1995 r. stało się podstawą działalności jego pierwszej firmy, która sprzedawała wysyłkowo importowane płyty.
Trzy lata później założył Start Today Inc. W 2000 r. Maezawa uruchomił sklep online, poszerzył ofertę o odzież i upublicznił akcje spółki na giełdzie. Założył także największy w Japonii sklep modowy online (Zozotown). Rosnąca firma w 2012 r. została umieszczona na liście Tokyo Stock Exchange’s First Section.
W 2016 roku Maezawa nabył prawa do nazwy siedziby drużyny baseballowej Chiba Lotte Marines, zmieniając nazwę stadionu na Zozo Marine Stadium.
3 lipca 2018 r. uruchomił markę odzieżową custom-fit o nazwie ZOZO oraz system dokonywania pomiarów ciała w domu o nazwie ZOZOSUIT (opinających ciało czarnych trykotów, zawierających ponad 350 białych kropek-markerów), w ramach której klient ma możliwość zamówić urządzenie skanujące wymiary jego ciała w celu przygotowania ubrania szytego na miarę. W tym samym roku jego majątek szacowano na 2,9 mld dolarów, na co składało się m.in. 38% akcji Start Today. Uczyniło go to 18. najbogatszym Japończykiem.
Stworzył kolekcję dzieł sztuki, obejmującą prace m.in.: Pablo Picasso, Yayoi Kusamy, Richarda Prince'a, Jean-Michela Basquiata i Jeffa Koonsa.
17 września 2018 r. Elon Musk ogłosił, że Maezawa został pierwszym turystą, który wykupił bilet na planowaną w 2023 r. wycieczkę wokół Księżyca rakietą budowaną przez firmę SpaceX. Maezawa zapowiedział, że w ramach projektu nazwanego dearMoon, wraz z nim statkiem kosmicznym Starship poleci od sześciu do ośmiu artystów (malarz, fotograf, muzyk, reżyser, projektant, architekt), którzy po powrocie będą mogli tworzyć dzieła sztuki zainspirowane tą podróżą.
8 grudnia 2021 r. Maezawa wraz ze swoim asystentem Yozo Hirano poleciał na ISS misją Sojuz MS-20.
Stowarzyszenie Uczestników Lotów Kosmicznych (Association of Space Explorers) przyznało mu Universal Astronaut Insignia za lot orbitalny (nr 578).